# NGC 6922
NGC 6922 ist eine Spiralgalaxie mit ausgedehnten Sternentstehungsgebieten vom Hubble-Typ Sc im Sternbild Adler am Nordsternhimmel. Sie ist schätzungsweise 260 Millionen Lichtjahre von der Milchstraße entfernt und hat einen Durchmesser von etwa 100.000 Lichtjahren.
Im selben Himmelsareal befinden sich u. a. die Galaxien NGC 6926 und NGC 6929.
Die Typ-Ib/c-Supernova SN 2010il wurde hier beobachtet.
Das Objekt wurde am 24. Juli 1863 von Albert Marth entdeckt.